# Académie des arts du Turkménistan
Pour les articles homonymes, voir Académie des beaux-arts.
L'Académie nationale des arts du Turkménistan à Achgabat, a été fondée en 1994 par le président du Turkménistan Saparmourad Niazov. Elle dépend  du ministère de la Culture du Turkménistan. Le recteur de l'Académie est Ahatmyrat Nuvvaev. Elle est divisée en plusieurs départements: art et composition, graphisme, sculpture, architecture et design, l'art, histoire et théorie de l'art.
Elle occupe un nouveau bâtiment ouvert le 1er février 2006 sur la rue Alisher Navoi, à proximité du musée des Beaux-Arts du Turkménistan. Le coût des bâtiments construits par la société française, à travers sa filiale Bouygues Turkmène est de 40 millions $.